# Неделя ивритской книги
Неделя ивритской книги (ивр. שבוע הספר העברי‎) — ежегодное культурное мероприятие в Израиле.

## История
Систематическое празднование дней литературы на иврите началось со времён Британского мандата в Палестине, когда в 1926 предпринимательница и общественный деятель Браха Пели организовала однодневную книжную ярмарку на бульваре Ротшильда в Тель-Авиве.
В настоящее время Неделя ивритской книги проводится в Израиле ежегодно в июне в общенациональном масштабе. В это время по всей стране проводятся книжные ярмарки, издательские компании продают свои книги со скидкой. Период скидок в книжных магазинах Израиля может длиться до месяца. В последние годы продолжительность Недели ивритской книги была продлена до десяти дней.
Помимо распродаж, в течение Недели проводятся разнообразные мероприятия, связанные с литературой на иврите, как, например, встречи с авторами и публичные чтения. Во время Недели также проходит церемония награждения премией Сапира — престижной литературной наградой Израиля. Мероприятия Недели освещаются в израильских СМИ.
В Иерусалиме основные мероприятия недели проходят в Музее Израиля, Парке Колокола Свободы, Площади Сафры и старом вокзале Иерусалима, в Тель-Авиве проходит книжная ярмарка на площади Рабина.